# Easton (Maryland)
Easton település az Amerikai Egyesült Államok Maryland államában, Talbot megyében, melynek megyeszékhelye is. Lakosainak száma 17 101 fő (2020. április 1.).

## Népesség
A település népességének változása:

| 2010 | 15 945 |
| 2020 | 17 101 |